# Brenham (Texas)
Brenham város az USA Texas államában. Lakosainak száma 17 369 fő (2020. április 1.).

## Népesség
A település népességének változása:

| 2010 | 15 716 |
| 2020 | 17 369 |